# Меня ждут на земле
«Меня ждут на земле» — советский фильм 1976 году режиссёра Марка Толмачёва по сценарию Виктора Митрошенкова.

## Сюжет
Решением медкомиссии лётчик-истребитель Станицын отстранён от полётов на истребителях. А он мечтал о космосе и вот-вот должен был вместе с семьей перебраться в Звёздный городок. Станицын преодолевает кризис и уныние и устраивается лётчиком военно-транспортной авиации, но, привыкший летать на истребителе один, он, осваивая профессию командира экипажа самолёта, сталкивается с трудностями, и нелегко ему, человеку с большими амбициями, требовательному к себе и другим, с очень сложным характером найти общий язык с членами экипажа, с которыми его свела судьба…

## В ролях
- Александр Михайлов — Георгий Станицын, майор, командир экипажа
- Алексей Локтев — Дмитрий Игнатьев, капитан, второй пилот
- Владимир Седов — Сан Саныч, капитан, борттехник
- Тимофей Сметанин — Александр Чээрин, старший лейтенант, штурман
- Владимир Антоник — прапорщик, радист, друг Лены
- Ирина Калиновская — жена Станицына
- Леонхард Мерзин — Белоусов, полковник
- Ирина Малышева — Лена, дочь Сан Саныча
- Аристарх Ливанов — Олег, капитан
- Галина Логинова — Вера, официантка
- Юрий Каюров — генерал
- Валерий Денисов — лётчик
- Николай Сергиенко — лётчик
- Елена Аминова — жена летчика

## Съёмки
Основные съёмки велись под Великим Новгородом — в военном авиагородке Кречевицы, в эпизодах принимали участие офицеры, члены их семей и местные жители.